# Heinrich von Vietinghoff
Heinrich von Vietinghoff, född 6 december 1887 i Mainz, död 23 februari 1952  i Pfronten var en tysk militär. Han befordrades till generalmajor 1 april 1936, generallöjtnant 1 mars 1938, general av pansartrupperna 1 juni 1940 och generalöverste 1 september 1943. Han erhöll Riddarkorset av järnkorset med eklöv i april 1944.

## Biografi

### Tiden till och med första världskriget
von Vietinghoff, också kallad Scheel, började i mars 1906 som officersaspirant i den kejserliga armén. Han placerades vid Kejsar Franz gardesgrenadjärregemente 2 och blev fänrik (ty. Leutnant) 27 januari 1907, med fullmakt daterad 14 juni 1905. von Vietinghoff deltog i första världskriget och befordrades till kapten 24 juni 1915.

### Mellankrigstiden
Efter kriget anställdes von Vietinghoff i Tysklands rikshär (Reichsheer), den reducerade armé som freden i Versailles tillät och som fram till 1935 ingick i Tysklands riksvärn (Reichswehr). Från hösten 1920 och under 1921 tjänstgjorde han inom försvarsministeriet (Reichswehrministerium) och i början av 1924 kom han till staben vid Gruppenkommando 1. Senare samma år blev han chef för 1:a kompaniet vid 9:e preussiska infanteriregementet och befordrades till major 1 mars 1926. Under 1927 och 1928 var han placerad vid staben hos Infanteriführer II och de två följande åren var han verksam inom försvarsministeriets försvarsavdelning (Wehramt). von Vietinghoff befordrades till överstelöjtnant 1 februari 1931 och blev därefter befälhavare för 1:a bataljonen vid 14:e infanteriregementet. Han blev överste 1 april 1933, i september 1935 chef för 1:a skyttebrigaden och befordrades till generalmajor 1 april 1936. I oktober 1937 blev von Vietinghoff inspektör vid pansartrupperna och utnämndes till generallöjtnant 1 mars 1938.

### Andra världskriget
Som befälhavare för 5. Panzer-Division (från 24 november 1938) deltog von Vietinghoff mot Polen i andra världskrigets första fälttåg. Han blev 26 oktober 1939 chef för 13:e armékåren (XIII. Armeekorps), deltog med denna i fälttåget mot Frankrike och befordrades 1 juni 1940 till general av pansartrupperna. von Vietinghoff blev 1 november 1940 befälhavare för 46:e armékåren (XXXXVI. Armeekorps). Denna kår ledde han i striderna på Balkan och under sommaren 1940 förflyttades von Vietinghoff till Östfronten i samband med Tysklands anfall på Sovjetunionen. Hans armékår ingick först i armégrupp Nord (Heeresgruppe Nord) och senare i armégrupp Mitte (Heeresgruppe Mitte). von Vietinghoff blev 10 juni 1942 tillförordnad arméchef och ersatte den skadade generalöversten Walter Model, som var chef för 9:e armén (9. Armee). 
von Vietinghoff förflyttades 1 december 1942 till det ockuperade Frankrike som chef för 15:e armén (15. Armee). På grund av sjukdom överfördes han till reserven i början av augusti 1943 men redan 15 augusti övertog han befälet över 10:e armén (10. Armee) i Italien och befordrade till generalöverste 1 september samma år.
Generalfältmarskalk Albert Kesselring var sedan december 1941 tysk överbefälhavare i Sydeuropa och Nordafrika. Axelmakternas styrkor i Nordafrika tvingades kapitulera i maj 1943. Den amerikanske generalen Dwight D. Eisenhower var sedan februari 1943 högste befälhavare för de allierade styrkorna i medelhavsområdet. Hans ställföreträdare, den brittiske generalen Harold Alexander blev i juli samma år chef för den nybildade 15:e armégruppen, som 10 juli - 17 augusti 1943 intog Sicilien.
Den italienske diktatorn Benito Mussolini, som sedan 30 mars 1938 var förste marskalk av imperiet (Primo Maresciallo dell'Imperio), avsattes 25 juli 1943 när Stora rådet sammanträdde för första gången under kriget. Mussolini vägrade godta det negativa utfallet av Stora rådets förtroendeomröstning och vände sig till kung Viktor Emanuel III. Kungen arresterade honom och utnämnde marskalken av Italien (Maresciallo d'Italia) Pietro Badoglio, som tidigare varit chef över försvarsmaktens generalstab (capo di stato maggiore generale), till konseljpresident. Badoglio, som var motståndare till Mussolini, ingick vapenstillestånd med de allierade. Vapenstilleståndet undertecknades 3 september och offentliggjordes 8 september 1944 av Eisenhower. Mussolini befriades 12 september av tyska fallskärmstrupper från sin fångenskap i Gran Sasso d'Italia. Han proklamerade en ny republikansk-fascistisk stat i det av tyskarna besatta norra Italien men hans politiska inflytande var obefintligt. Badoglio avgick som konseljpresident i juni 1944.
Under hösten 1943 bildade tyskarna i Italien armégrupp C. Kesselring blev 21 november 1943 överbefälhavare Sydväst och överbefälhavare armégrupp C (Oberbefehlshaber Südwest und Oberbefehlshaber Heeresgruppe C). I armégrupp C ingick i november 1943 10:e och 14:e arméerna. von Vietinghoff var chef för 10:e armén fram till oktober 1944. Generalen av pansartrupperna (General der Panzertruppen) Jochim von Lemelsen var befälhavare för samma armé oktober 1944 - februari 1945 och dessutom tillförordnad arméchef oktober - december 1943 då von Vietinghoff var frånvarande på grund av sjukdom. Från februari till maj 1945 var generalen av pansartrupperna Traugott Herr chef för 10:e armén. Den 14:e armén hade generalöverste Eberhard von Mackensen som befälhavare november 1943–5 juni 1944 samt därefter bland annat Joachim Lemelsen 5 juni–oktober 1944 och februari–maj 1945.
De allierade inledde invasionen av Italien i början av september 1943. Alexanders 15:e armégrupp bestod då av den brittiska 8:e armén under ledning av general Bernard Montgomery och den 5:e amerikanska armén med generallöjtnant Mark Clark som befälhavare.
Förband ur 8:e armén korsade 3 september 1943 Messinasundet och landsteg utan motstånd på den italienska stövelns spets. Sex dagar senare landsteg andra delar av Montgomerys styrkor vid Taranto återigen utan strid. Vapenstillestånd tillkännagavs 8 september mellan de allierade och Italien och därefter var det tyska trupper som svarade för motståndet. Enheter ur 5:e armén inledde 9 september 1943 Operation Avalanche och landsteg vid Salerno söder om Neapel. Clarks trupper landsteg på ett avsnitt där tyskarna hade starka ställningar. Tyska 29:e pansargrenadjärdivisionen (29. Panzer-Grenadier-Division) under ledning av generallöjtnant Walter Fries gick till motanfall och Clarks förband sviktade men lyckades hålla tillbaka fienden med hjälp av de bakre styrkorna. Först efter sex dygns hårda strider kunde Clarks 5:e armé förenas med Montgomerys 8:e armé som avancerade söderifrån.
Den från Nordafrika till Italien överflyttade franska expeditionskåren under befäl av general (général d'armé) Alphonse Juin deltog i striderna på de allierades sida från december 1943 till juli 1944. Juin kom till Neapel redan i slutet av november och hans trupper kom att ingå i Clarks 5:e armé.
De tyska förbanden drog sig tillbaka och utkämpade hårda strider bland Apenninernas klippiga utlöpare. von Vietinghoffs 10:e armé genomförde skickliga fördröjningsstrider som gjorde att de allierades framryckning gick mycket långsamt. Samtidigt förberedde tyskarna olika försvarslinjer norr om Neapel. Tvärs över Italien anlades bland annat den så kallade Gustavlinjen. En viktig punkt vid Gustavlinjen var området kring staden Cassino med Monte Cassino, där Slaget vid Monte Cassino skulle utkämpas. De allierade körde fast i dessa väl utbyggda försvarslinjer. Det tog fjorton veckor för de allierade att komma från Neapel till Cassino. De sista elva kilometerna före Gustavlinjen tog sju veckor och 16000 allierade soldater dog under de hårda striderna och på grund av väderförhållandena.
I december 1943 lämnade Eisenhower och Montgomery Italien. Eisenhower ersattes i januari 1944 av den brittiske generalen Henry Wilson som högste befälhavare för de allierade styrkorna i medelhavsområdet (8 januari -  11 december 1944). I mitten av januari 1944 blev Harold Alexander högste befälhavare för de allierade styrkorna i centrala medelhavsområdet inklusive 15:e armégruppen och generallöjtnant Oliver Leese övertog befälet över 8:e armén. Clark fortsatte som chef för 5:e armén. I mars 1944 blev Alexander högste befälhavare för de allierade arméerna i Italien. 
Vid Gustavlinjen fanns femton tyska divisioner ur 10:e armén. Alexander anföll i december med Clarks 5:e armé för att erövra Monte Cassion i centrum av det tyska försvarssystemet och det utdragna Slaget vid Cassino hade inletts. Clark lyckades inte bryta igenom. Den andra delen av den allierade offensiven inleddes 22 januari då delar av 5:e armén landsteg vid Anzio norr om Gustavlinjen vilket överraskade tyskarna. Offensiven misslyckades dock och 15 februari lät Alexander bomba och lägga klostret på Monte Cassino i ruiner då han felaktigt trodde att tyskarna använde klostret som utkikspunkt. Tyskarna fortsatte emellertid att gör hårt motstånd och i mars bombades och ödelades staden Cassino. Trots detta lyckades de allierade inte bryta igenom Gustavlinjen. Alexander förstärkte oavbrutet sina styrkor vid Cassino och anföll återigen 11 maj. De allierade hade nu tjugo divisioner med starkt eldunderstöd mot tyskarnas sju divisioner. De fria franska styrkorna under Juin bröt igenom de tyska ställningarna väster om Lirifloden. Tyskarna ansåg terrängen där som mycket svårforcerad och hade därför lämnat detta avsnitt i stort sett oförsvarat. Fransmännen lyckades åstadkomma det första genombrottet i Gustavlinjen. von Vietinghoff tvingades retirera, staden Cassino intogs av brittiska trupper och polska förband nådde 18 maj 1944 toppen av Monte Cassino och kunde inta klosterruinerna. Därmed var det utdragna slaget vid Monte Cassino avslutat. Drabbningarna vid Monte Cassino var enligt flera bedömare de hätskaste och blodigaste mellan de västallierade och Tysklands Wehrmacht under andra världskriget.  
De blodiga striderna fortsatte men i slutet av maj kunde Clark på ett avgörande sätt rycka framåt och valde då att gå direkt på Rom, som han intog utan strid 4 juni 1944 sedan Kesselring förklarat den italienska huvudstaden för öppen stad.
Återigen tvingades de tyska styrkorna retirera. Tyskarna stannade först vid Viterbolinjen strax norr om Rom och senare vid Albertlinjen i närheten av Perugia. Nya tyska förstärkningar anlände från östfronten medan man förberedde nästa motstånd vid den så kallade Gotiska linjen norr om Florens. I september lyckades de allierade få en lucka i denna massiva försvarslinje och när vintern kom drog sig tyskarna tillbaka till den svårforcerade terrängen söder om Bologna.
Den 23 oktober 1944 skadades Kesselring svårt då hans stabsbil kolliderade med en kanontransport. Under hans frånvaro var von Vietinghoff tillförordnad överbefälhavare Sydväst och överbefälhavare armégrupp C. Kesselring återvände som överbefälhavare 15 januari 1945. von Vietinghoff var överbefälhavare för armégrupp Kurland från slutet av januari till 10 mars 1945 då han återvände till Italien och efterträdde Kesselring som överbefälhavare Sydväst och överbefälhavare armégrupp C.
I december 1944 blev Harold Alexander (nu fältmarskalk med befordringsdatum 4 juni 1944, dagen då Rom intogs) högste befälhavare för de allierade styrkorna i medelhavsområdet (12 december 1944–29 september 1945) och överlämnade högsta befälet över 15:e armégruppen till Mark Clark (som befordrades till general 10 mars 1945). Samtidigt blev generallöjtnant Lucian Truscott befälhavare för 5:e armén och Richard McCreery befälhavare för 8:e armén.
Nästa stora allierade anfall kom 9 april 1945. I öster bröt 8:e armén igenom nära Bologna och 5:e armén krossade det tyska motståndet i väster.
I slutet av april kontaktade von Vietinghoff de allierade och 29 april i Caserta undertecknade han de kapitulationshandlingar, som innebar att hans trupper kapitulerade 2 maj 1945. När Kesselring underrättades om att von Vietinghoff förhandlat med fienden lät han tillfångata honom men på grund av händelseutvecklingen frisläpptes han 2 maj 1945.

### Tiden efter andra världskriget
Efter krigsslutet kom von Vietinghoff i engelsk krigsfångenskap. I september 1947 överlämnades han till amerikanerna och frigavs 1948.
von Vietinghoff ingick i Himmeroder Expertengruppe, en arbetsgrupp tillsatt av regeringen Konrad Adenauer i oktober 1950 med uppdrag att utreda Västtysklands framtida del i Västeuropas försvar. von Vietinghoff avled dock innan Bundeswehr hade bildats och integrerats med NATO.